# 25 (ألبوم)
خمسة وعشرون هو الألبوم الموسيقي الثالث للمغنية البريطانية أديل وتم إصداره في 20 نوفمبر 2015 من قبل شركة التسجيلات المستقلة إكس أل.
أعلنت أديل عبر حسابها في تويتر عن ألبومها الجديد الذي يحمل عنوان 25 ، وذلك نسبة لعمرها خلال إنتاج الألبوم. وقالت في بيان على تويتر لم تكشف فيه عن موعد طرح الألبوم: "25 بمثابة التعرف على الشخصية التي أصبحت عليها دون أن أعرف. وأعتذر عن استغراق هذا الوقت الطويل لكن هذا حال الحياة."
ولقد تم بيع أكثر من 800 ألف نسخة من ألبوم "25" في الأسبوع الأول من عرضه في بريطانيا، وهو أعلى رقم على الإطلاق بقائمة الأغاني البريطانية خلال أسبوع واحد.
وحقق الألبوم مبيعات تجاوزت الـ 86 من الألبومات التي تحتل القائمة مجتمعة، وأصبح الألبوم الأول الذي يبيع أكثر من 100 ألف تحميل خلال أسبوع.
وقال مارتن تالبوت، المدير التنفيذي لـ "أوفيشال تشارت كامبني": "إحصائيات الألبوم مذهلة ، وأضاف: "لم يبع أي ألبوم على الإطلاق 800 ألف نسخة، ليحتل بذلك الألبوم رقم واحد في تاريخ الموسيقى البريطانية."
وتم بيع 3.8 مليون نسخة في الولايات المتحدة في أول أسبوع عند طرحه حسب ما أكدته مجلة بيلبورد.

## قائمة الأغاني
| الترتيب | عنوان الأغنية                    | المدة |
| ------- | -------------------------------- | ----- |
| 1       | Hello                            | 4:55  |
| 2       | Send My Love (To Your New Lover) | 3:43  |
| 3       | I Miss You                       | 5:48  |
| 4       | When We Were Young               | 4:51  |
| 5       | Remedy                           | 4:05  |
| 6       | Water Under The Bridge           | 4:00  |
| 7       | River Lea                        | 3:45  |
| 8       | Love In The Dark                 | 4:46  |
| 9       | Million Years Ago                | 3:46  |
| 10      | All I Ask                        | 4:32  |
| 11      | Sweetest Devotion                | 4:12  |

## وصلات خارجية
- ألبوم 25 على موقع ميتاكريتيك (الإنجليزية).
- ألبوم 25 على موقع جينيس (الإنجليزية).
- ألبوم 25 على موقع ديسكوغز (الإنجليزية).
- ألبوم 25 على موقع ميتاريتيك (الإنجليزية).
- ألبوم 25 على موقع الموسوعة البريطانية (الإنجليزية).